# Inércia térmica
Inércia térmica é um termo comumente utilizado por arquitetos e engenheiros quando se referem às transferências de calor e sua capacidade térmica volumétrica (ou capacidade calorífica volumétrica). Por exemplo, tal material possui uma alta inércia térmica.
Utilizando-se de uma analogia científica: na mecânica, a inércia é o que limita a aceleração de um objeto, utilizando-se da relação entre massa e velocidade. Similarmente, é a massa térmica e a velocidade da onda térmica que controlam a temperatura da superfície. Na transferência de calor, um alto valor da capacidade térmica volumétrica significa um tempo maior para o sistema alcançar equilíbrio.
A inércia térmica é modelada como uma função da densidade, calor específico e capacidade térmica de um material.
Inércia Térmica é a propriedade chave para controlar as variações de temperatura diurna e é dependendo do topo da superfície. Ela representa uma complexa combinação de tamanhos de partículas, abundância de pedras, afloramento de leitos de rocha e graus de enduramento. Em aplicações geológicas, a inércia termal pode ser definida como a amplitude de curva da temperatura diurna (ou o máximo menos o mínimo da temperatura da superfície). A temperatura de um material com baixa inércia termal muda significantemente durante o dia, enquanto a temperatura de um material com inércia termal alta não muda tão drasticamente. Derivando e entendendo a inércia termal da superfície ajuda a reconhecer em pequena escala características da superfície. Em conjunto com outras informações, a inércia termal pode ajudar a caracterizar materiais da superfície e o processo geológico responsável pela formação destes materiais.

## Inércia térmica na arquitetura e construção civil
A inércia térmica na arquitetura e construção civil está relacionada à transferência de calor entre o ambiente externo e o interno. A otimização desta técnica assegura o conforto térmico no interior da edificação. O conceito de Inércia Térmica está diretamente ligado à capacidade do edifício de reduzir o calor transferido em suas maiores temperaturas e liberá-lo posteriormente. A aplicação da técnica da inércia térmica em edificações, além de abrandar os pico de temperatura externa, proporciona um atraso no pico máximo e mínimo na temperatura interna.
Para analisar o desempenho térmico de uma edificação, devem ser consideradas variáveis externas e internas do ambiente em questão.
Principais variáveis externas
- Radiação solar
- Umidade relativa do ar
- Temperatura do ar
- Velocidade e direção dos ventos

Principais variáveis internas
- Velocidade do ar
- Temperatura
- Umidade Relativa

É correto afirmar que o que confere a uma edificação maior inércia térmica é a quantidade de massa. A massa térmica das edificações está contida em paredes (externas e internas), pisos, coberturas, desde que constituídos de material com grande capacidade térmica como concreto, tijolos, telhas, etc.
"Para a avaliação da inércia térmica da construção, recorre-se ao conceito de superfície equivalente pesada - que é igual à somatória da áreas das superfícies de cada uma das paredes interiores, inclusive piso e teto, multiplicadas por um coeficiente que será função do peso da parede e da resistência térmica de seus revestimentos - em relação à área do piso local."

## Paredes
A inércia térmica de uma parede pode ser maior ou menor, depende da quantidade de massa; paredes de maior espessura, de alvenaria convencional ou concreto terão maior capacidade de equilibrar a temperatura ambiente.
Materiais de baixa inércia térmica
- Perfis metálicos
- Madeira
- Gesso laminado
- Compensado

Materiais de alta inércia térmica
- Concreto
- Materiais pesados e maciços

Importante salientar que isolantes térmicos devem ser empregados no lado externo das paredes, para que a inércia térmica não seja anulada, pois aplicando o isolante no lado interno das paredes, o calor que foi gerado dentro da moradia não será absorvido pela parede.

## Coberturas

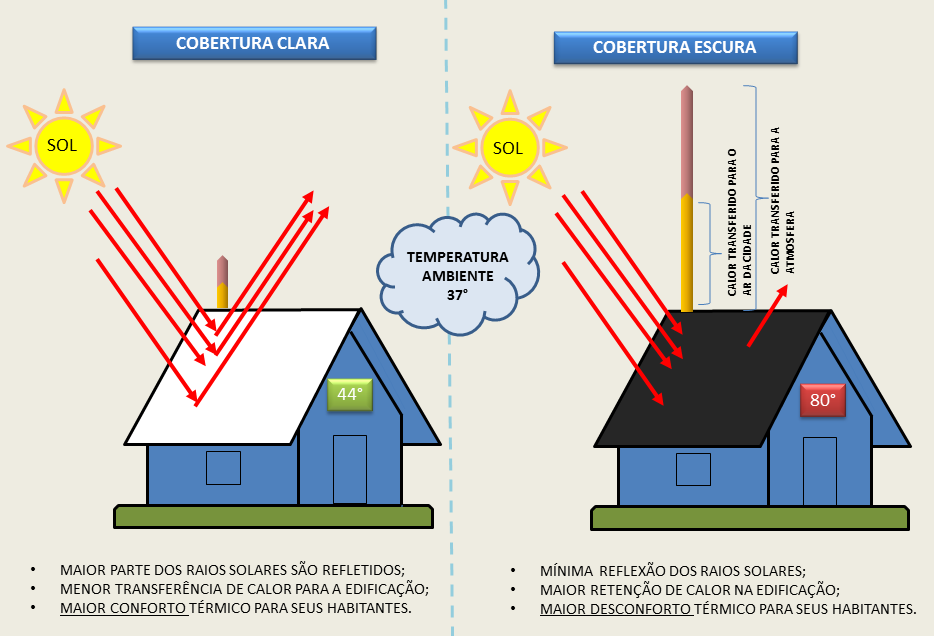
Ilustração do comportamento de uma cobertura de cor clara em relação a uma cobertura de cor escura.

Como a cobertura de uma edificação é a parte mais exposta  às radiações solares, deveria ser construída com materiais de alta inércia térmica. Porém, o custo de um telhado com esta característica seria muito alto. Desta forma, recomenda-se combinar algum tipo de isolante térmico à cobertura para maior conforto no interior da habitação.
Em regiões onde é aconselhável trabalhar com a alta inércia térmica, recomenda-se a construção de uma laje maciça com a aplicação de um isolante por último. Já em regiões onde pode-se trabalhar com a baixa inércia térmica, podem ser empregados forros leves, mas sempre com a aplicação de isolante térmico.
Uma técnica muito utilizada e que tem resultados positivos comprovados e de baixo custo, é pintar as telhas de branco ou utilizar telhas de cores claras. Cores claras refletem os raios solares.

## Inércia térmica e as diferentes regiões geográficas
A inércia térmica é relevante em regiões com climas que sofrem grandes amplitudes térmicas em pequenos espaços de tempo. 
Nas regiões predominantemente secas, com clima seco, observa-se altas variações de temperatura ao longo dos dias, portanto, busca-se uma alta inércia térmica. Já em regiões litorâneas, onde tem-se muita umidade e clima quente, sem grandes variações da temperatura no decorrer do dia, logo, a adoção de materiais com baixa inércia térmica é adequada para evitar que as altas temperaturas adentrem os ambientes.